# Stöckigtsberg
Der Stöckigtsberg ist ein 450,2 m ü. NN hoher Berg im Ringgau im Wartburgkreis in Westthüringen, (Deutschland).
Der Berg zählt zum Naturpark Eichsfeld-Hainich-Werratal und befindet sich im Nordwesten des Wartburgkreises zwischen den Ortschaften Scherbda im Osten und Schnellmannshausen im Westen, ungefähr 13 Kilometer nördlich von Eisenach.
Zum Höhenzug gehört auch die bewaldeten Nebengipfel
- Hoher Iberg (⊙ 418,9 m ü. NN)
- Zwickelsberg (⊙ 425,3 m ü. NN)

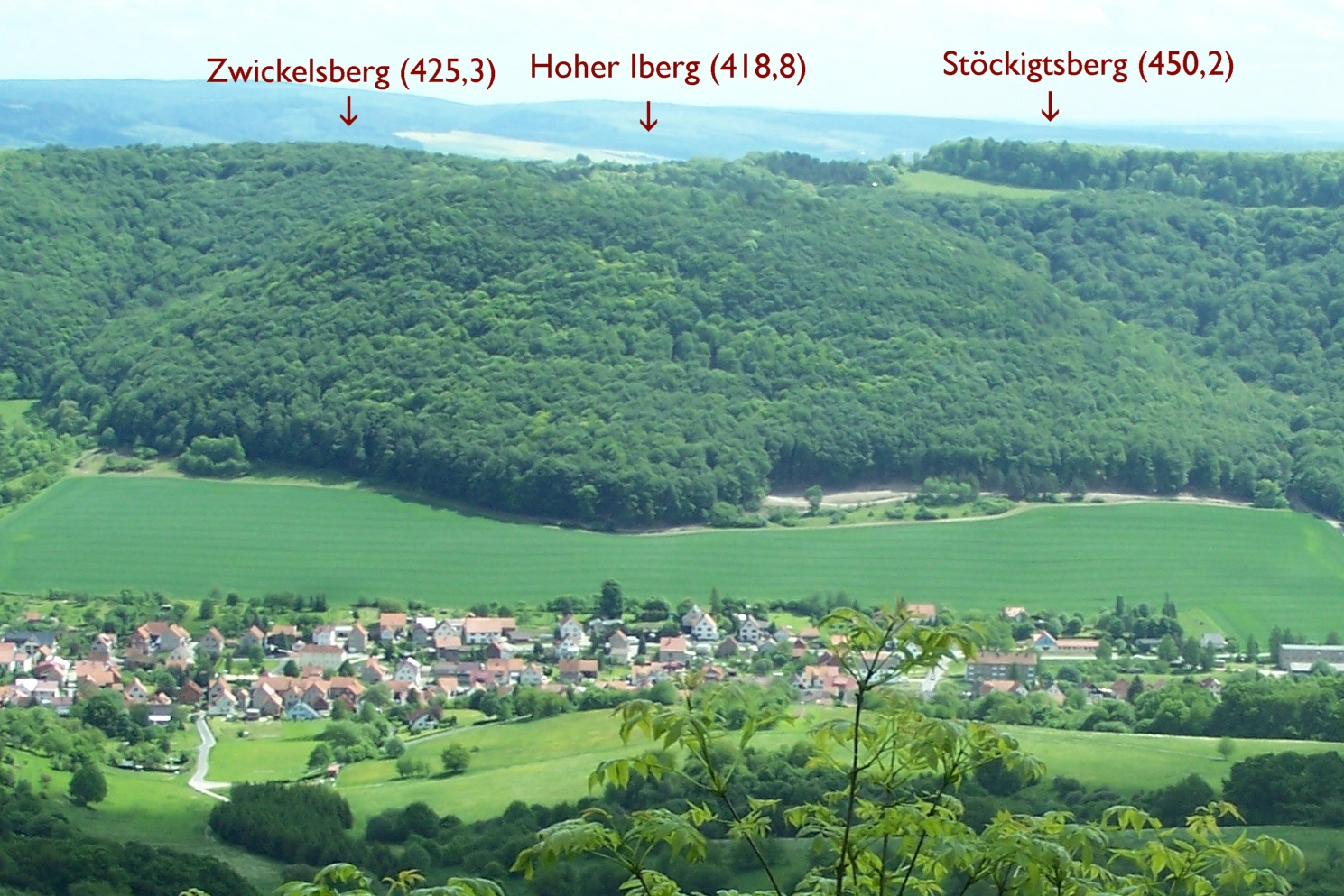
Lokalisierung der Nebengipfel
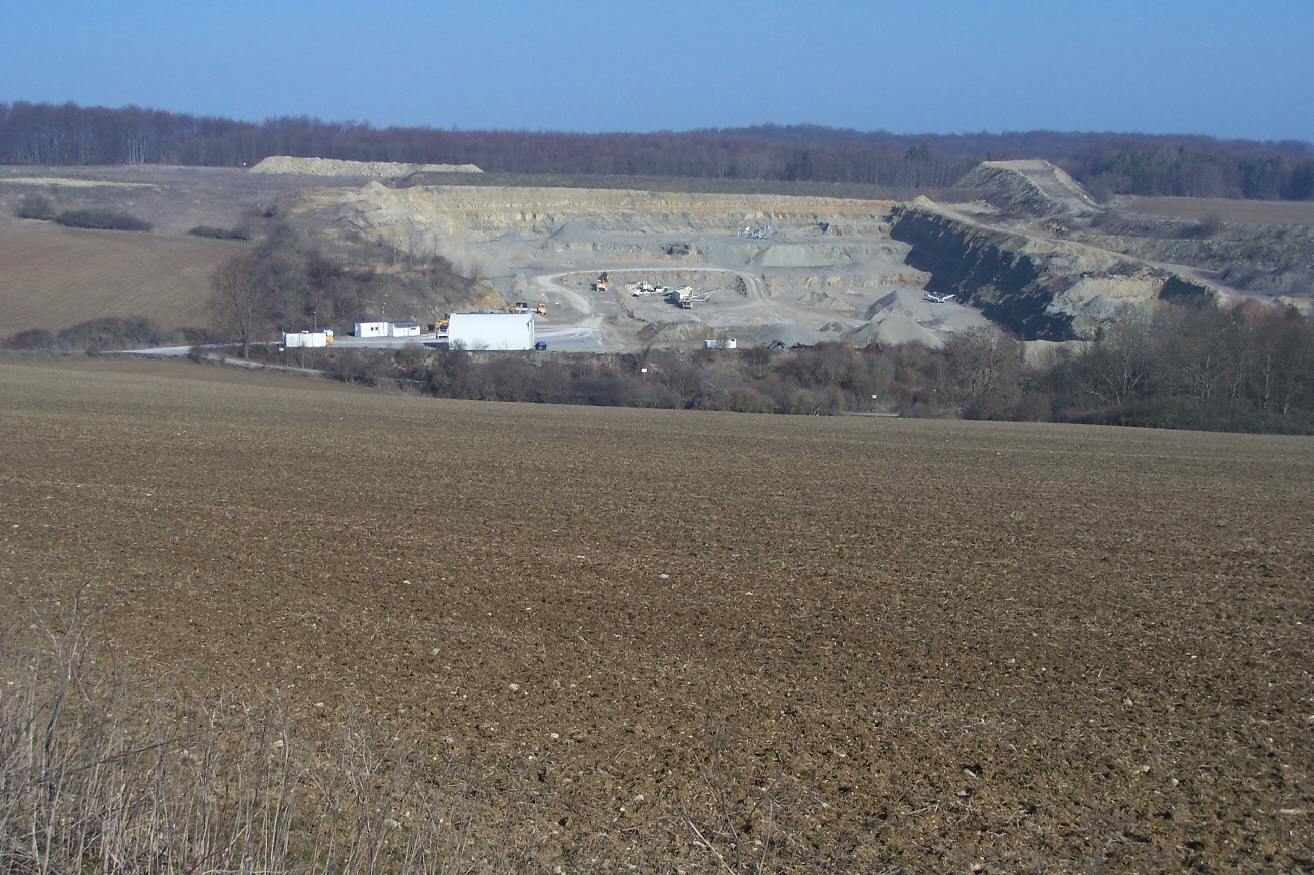
Steinbruchgelände nördlich von Scherbda

## Besonderheiten
Der Stöckigtsberg ist der höchste Berg der Scherbdaer Platte, einem durch das Tal des Schnellmannshäuser Baches abgetrennten Teil der Muschelkalkplatte des nördlichen Ringgaus. Der Berg wurde bisher überwiegend landwirtschaftlich genutzt, an seinem Nordrand entstand Anfang der 1990er Jahre ein Steinbruch, der inzwischen mehrfach beträchtlich erweitert wurde. Die Abhänge im Westen des Stöckigtsberges sind bewaldet. 
Alte Grenzsteine, meist mit den Buchstaben KP und SWE, markieren die seit dem Mittelalter bestehende Landesgrenze zwischen der einstigen Ganerbschaft Treffurt (ab 1815 vollständig zum Königreich Preußen) und dem Amt Creuzburg des Herzogtums Sachsen-Eisenach. Vom Stöckigtsberg hat man eine schöne Aussicht auf die Höhen des östlichen Ringgaus bis zum Hainich.

## Einzelnachweis
1. ↑  Amtliche topographische Karten Thüringen 1:10.000. Wartburgkreis, LK Gotha, Kreisfreie Stadt Eisenach. In: Thüringer Landesvermessungsamt (Hrsg.): CD-ROM Reihe Top10. CD 2. Erfurt 1999.